# Vassili Titov
Vassili Polikàrpovitx Titov, rus: Василий Поликарпович Титов, fou un compositor rus del segle xvii. Les seves obres principals són el Salteri de Simeó de Pólotsk; una litúrgia a sis veus, i el cèlebre cant Molts anys.